# Rothenditmold
Rothenditmold ist einer von 23 Stadtteilen der nordhessischen Großstadt Kassel (Hessen, Deutschland).

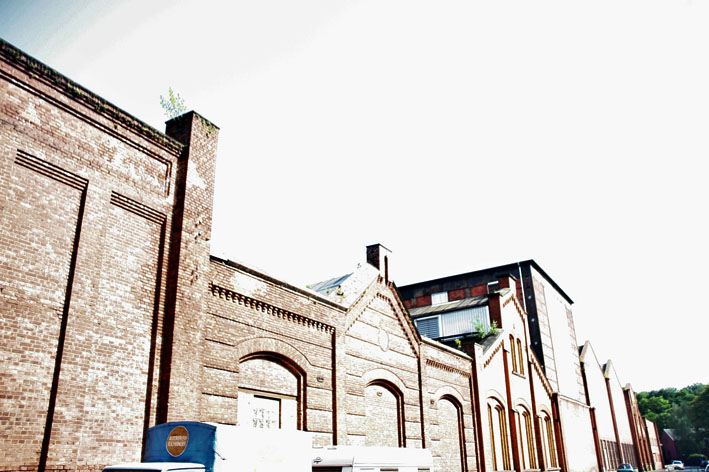
Henschelwerksfassade in der Brandaustraße

## Geographie
Der Stadtteil Rothenditmold befindet sich nordwestlich des Stadtteils Mitte. Im Uhrzeigersinn von Norden gesehen grenzen die Stadtteile Nord-Holland, Mitte, West, Kirchditmold, Harleshausen und im Nordwesten der Jungfernkopf an. Rothenditmold wird von der Wolfhager Straße, die vom Holländischen Platz kommend in Richtung der äußeren Stadtteile Kirchditmold und Harleshausen führt, durchschnitten. In umgekehrter Richtung führt der vom Habichtswald kommende Geilebach, der ab dem Gleisfeld des ehemaligen Ausbesserungswerks „Döllbach“ genannt wird, unterhalb des Rothenbergs in Richtung Möncheberg. Ab der ehemaligen Hammerschmiede ist der Bach als „Mombach“ seit 1908 verrohrt und verläuft unter der gleichnamigen Straße am Hauptfriedhof und Schlachthof vorbei, bis er in Höhe des Nordstadtparks in die Ahna mündet.

## Politik

### Ortsvorsteher
Ortsvorsteher ist Hans Roth. 2016 wurde Roth trotz seiner MLPD-Mitgliedschaft von der CDU unterstützt, da es sich bei der Wahl zum Ortsvorsteher um eine Personen- und nicht Parteiwahl handelt. Die SPD gab jedoch an, Roth auf Grund seiner Mitgliedschaft nicht zu unterstützen.

### Ortsbeiratswahl
Die Wahlbeteiligung bei der Ortsbeiratswahl 2021 lag bei 23,5 %.

### Wahlen im Stadtteil
| Jahr | Wahl                        | Wbt.  | SPD  | AfD  | Linke | Grüne | CDU  | BSW | FDP | FW  | AUF-Kassel | Sonst. |
| ---- | --------------------------- | ----- | ---- | ---- | ----- | ----- | ---- | --- | --- | --- | ---------- | ------ |
| 2025 | Bundestagswahl              | 63,5  | 22,8 | 22,1 | 19,2  | 11,7  | 9,9  | 7,2 | 2,2 | 0,9 | —          | 4,1    |
| 2024 | Europawahl                  | 39,8  | 16,2 | 17,6 | 10,0  | 15,2  | 12,0 | 7,5 | 2,8 | 0,7 | —          | 18,0   |
| 2023 | Landtagswahl                | 37,8  | 17,6 | 23,6 | 13,4  | 16,4  | 17,2 | —   | 2,7 | 1,9 | —          | 7,2    |
| 2021 | Bundestagswahl              | 52,3  | 29,2 | 10,7 | 11,9  | 19,1  | 10,1 | —   | 7,0 | 1,3 | —          | 10,7   |
| 2021 | Ortsbeirat                  | 23,5  | 17,9 | —    | 16,0  | 22,5  | 16,3 | —   | —   | —   | 27,4       | —      |
| 2021 | Stadtverordnetenversammlung | 23,5  | 21,9 | 9,2  | 19,4  | 26,2  | 13,3 | —   | 3,8 | 2,6 | —          | 3,71   |
| 2016 | Ortsbeirat                  | 25,6  | 33,7 | —    | —     | 14,9  | 22,6 | —   | —   | —   | 28,7       | —      |
| 2016 | Stadtverordnetenversammlung | 25,5  | 28,0 | 14,3 | 17,4  | 18,2  | 15,2 | —   | 1,9 | 2,9 | —          | 2,12   |
| 2011 | Ortsbeirat                  | 27,0  | 39,0 | —    | —     | 17,3  | 26,4 | —   | —   | —   | 14,9       | —      |
| 2011 | Stadtverordnetenversammlung | 27,4  | 38,5 | —    | 10,6  | 18,8  | 22,5 | —   | 1,2 | 0,7 | 5,5        | 2,23   |
| 2006 | Ortsbeirat                  | 25,2  | 45,2 | —    | —     | —     | 35,8 | —   | —   | —   | 19,0       | —      |
| 2001 | Ortsbeirat                  | k. A. | 53,5 | —    | —     | —     | 35,9 | —   | —   | —   | 10,6       | —      |

Fußnoten
1 2021: zusätzlich: Bienen: 2,7 %; PARTEI: 1,0 %

2 2016: zusätzlich: Piraten: 2,1 %

3 2011: zusätzlich: Piraten: 2,2 %

## Geschichte
Eine erste urkundliche Erwähnung des Ortes „Roden-Ditmelle“ gab es im Jahr 1219. Der Namenssuffix „Ditmelle“ taucht auch in dem benachbarten Stadtteil Kirchditmold auf, mit dem eine ursprüngliche Markgemeinschaft bestanden haben soll. Der Stadtteil bestand als eigenständige Gemeinde zwischen den Bruchwassern unterhalb des Kratzenbergs und den durch den Rücken des Rothenbergs geteilten Flächen des Niederfelds im Westen und des Mittelfelds im Nordosten bis zu seiner Eingemeindung nach Kassel im Jahre 1906. Infolge des Anschlusses Kassels an die Eisenbahn im Jahr 1848 entwickelte sich das Dorf unterhalb des Kasseler Hauptbahnhofs rapide zu einem industriellen Arbeiterstadtteil. 1871 entstand mit der Gründung des Unternehmens „Sehte und Kribben“ der Vorläufer der Waggonfabrik Wegmann & Co. Im Zuge der Expansion der Firma Henschel wurde deren Werk Rothenditmold gegründet und bald größter und prägendster Bestandteil des Dorfes. 1882 bestand neben einer Spinnerei auch bald die Brauerei Schöfferhof unterhalb des Rothenbergs. Die Einwohnerzahl stieg rasant von nur 589 im Jahre 1864 auf 1279 im Jahre 1871, 2759 im Jahre 1885 auf 4003 im Jahre 1895 und 5250 im Jahre 1905. Angeregt durch dieses Bevölkerungswachstum, wurde 1896 eine evangelische Kirche fertiggestellt, 1907 die katholische Kirche St. Joseph und 1913 das Marienkrankenhaus. 
Die Rothenbergsiedlung auf der Anhöhe oberhalb des Ortskerns wurde von 1929 bis 1931 vor Beginn der Weltwirtschaftskrise nach Plänen des Celler Architekten Otto Haesler errichtet; sie ist ein architekturgeschichtlich bedeutender, kommunaler Sozialwohnungsbau der frühen Industriemoderne.

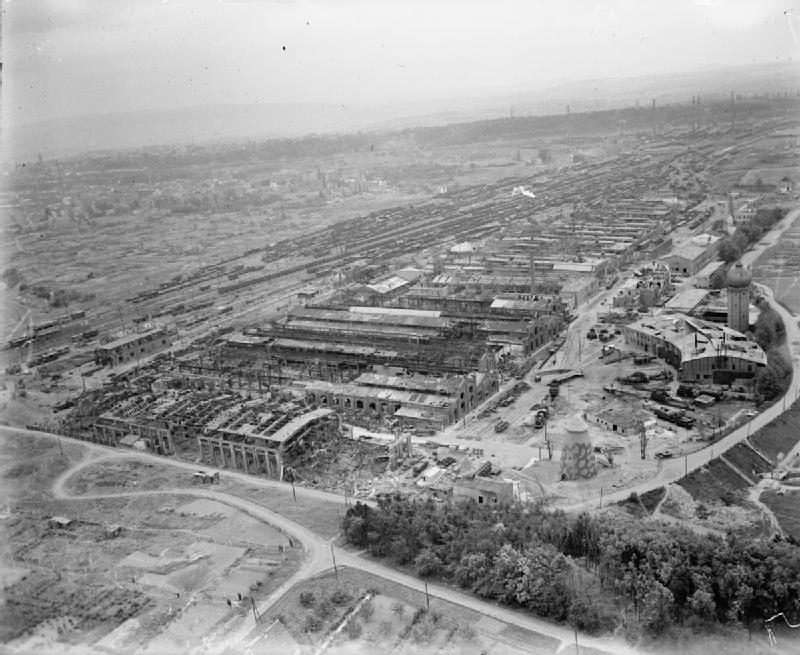
Luftbild der Zerstörung im Zweiten Weltkrieg

Der Stadtteil erlitt im Zweiten Weltkrieg durch alliierte Luftangriffe auf die Fabrik- und Eisenbahnanlagen schwere Schäden.
Der durch den Gleisanschluss an den Unterstadtbahnhof geteilte Bereich der Altindustrie wird heute im südlichen Areal durch das Rüstungsunternehmen Krauss-Maffei Wegmann (KMW), einem Folgeunternehmen der Wegmann & Co. genutzt. Die Struktur des Stadtteils aus kleinen Geschäften, Bäckereien, Obst- und Gemüsehändlern, Schlachtern und Gaststätten hielt sich bis weit in die 1980er Jahre. Seither bestimmen Konzentration und Leerstand das Bild im Stadtteil.
Am Fuß des Rothenbergs werden seit 1962 das Hessenkolleg und das Anne-Frank-Haus als Jugend- und Ausbildungseinrichtungen betrieben.
Der Stadtteil ist seit 2011 in die Förderung Europäischer Stadterhaltungs- und Entwicklungsprogramme aufgenommen worden.

## Verkehrsanbindung
Der Stadtteil Rothenditmold ist in Ost-West-Richtung von der Wolfhager Straße (Teil der B 251) durchzogen. Die Buslinie 10 verbindet Waldau und den westlichen Stadtteil Harleshausen miteinander. Von Bettenhausen kommend führt die Buslinie 13 an der Philippistraße über den Rothenberg und die Nordstadt nach Wolfsanger und bis zur Ihringshäuser Straße. Auf den Rothenberg führt die Linie 12 vom Hauptbahnhof kommend bis zum Werk Mittelfeld.

## Persönlichkeiten
- Friedrich Loth (1806–1884), Gutsbesitzer, Bürgermeister und Mitglied der kurhessischen Ständeversammlung